# Corredor Togo-Daomé
Na África ocidental, o corredor Togo-Daomé é a parte do mosaico de selva e savana da Guiné que se estende até a costa do Benim, Togo e Gana, e divide a selva que cobre grande parte do sul da região em duas zonas separadas.
A maior cidade da região é Acra, capital do Gana. Outras cidades, como Kumasi, se encontram nas fronteiras do corredor.

## Causas da seca
A seca do corredor Togo-Daomé não é normal, dado que se encontra rodeado por um cinturão de monções muito úmido por todas as partes, e não há montanhas que bloqueiem a umidade. Porém, Acra, no coração do corredor, só recebe 720 mm de chuva por ano; menos da metade do que necessita a selva tropical.
A causa da seca do corredor Togo-Daomé se explica por quatro razões:
- No inverno setentrional, as altas pressões concentradas no Saara enviam alísios secos do nordeste sobre a África Ocidental, e provocam uma estação seca generalizada na região.

- No verão setentrional, um enorme sistema de baixas pressões (a monção) se forma sobre a massa continental da Eurasia-África. Concentrado aproximadamente sobre o Rajastão, o Himalaia lhe impede de se mover para o oeste. Dessa posição, envia ventos do oeste úmidos sobre a África Ocidental, o que provoca uma estação úmida que alcança seu máximo em junho na costa e em agosto no interior.

- A costa na região de precipitações mais intensas (Guiné, Serra Leoa, Libéria) se inclina do sudeste ao noroeste, o que faz com que os ventos úmidos do oeste soltem toda sua umidade.

- No corredor Togo-Daomé, porém, a costa se inclina do nordeste ao sudoeste, assim que os ventos sopram paralelos à costa, o que faz com que não percam tanta umidade e só haja uma breve estação úmida de maio a junho.

## História geológica
O corredor Togo-Daomé só existiu em sua forma atual há quatro mil anos. Durante quase todo o quaternário, um clima mais seco, causado por um Oceano Atlântico mais frio devido às correntes frias provocadas pelas camadas de gelo da Europa e da América do Norte, a região possuía muito poucas selvas. Nos períodos interglaciais, no entanto, a chuva em toda a África Ocidental era tão intensa que o corredor se encontrava, frequentemente, coberto por florestas.